# Moanda
Moanda este un oraș în  provincia Bas-Congo, Republica Democrată Congo. În 2012 avea o populație de 90 812 de locuitori, iar în 2004 avea 74 397.